# Glabušovce
Glabušovce (in ungherese Galábocs, in tedesco Galabotsch) è un comune della Slovacchia facente parte del distretto di Veľký Krtíš, nella regione di Banská Bystrica.

## Storia
Il villaggio è citato per la prima volta nel 1297. Appartenne a numerose famiglie comitali locali (tra le quali i Kacsi, i Pronáy e i Benei). Nel 1554 fu raso al suo dai Turchi, che lo detennero fino al 1594. Dal 1938 al 1944 venne annesso dall'Ungheria.